# جی گوردون
جی گوردون (انگلیسی: Jay Gordon؛ زادهٔ ۳۰ ژانویهٔ ۱۹۶۷) یک موسیقی‌دان اهل ایالات متحده آمریکا است. وی از سال ۱۹۹۳ میلادی تاکنون مشغول فعالیت بوده‌است.